# سیمونه موراتوره
سیمونه موراتوره (ایتالیایی: Simone Muratore؛ زادهٔ ۳۰ مهٔ ۱۹۹۸) بازیکن فوتبال اهل ایتالیا است که برای باشگاه آتالانتا بازی می‌کند.
وی در تیم‌های ملی فوتبال زیر ۱۶ سال ایتالیا، زیر ۱۷ سال ایتالیا، زیر ۱۸ سال ایتالیا و زیر ۱۹ سال ایتالیا بازی کرده‌است.